# ابدال، گرداسپور، پنجاب
ابدال، گرداسپور، پنجاب (به لاتین: Abdal, Gurdaspur, Punjab) در هند است که در punjab, india واقع شده‌است.